# برلين إي بريكس 2018
برلين إي بريكس 2018 (بالألمانية: Berlin E-Prix 2018)‏ هو سباق سيارات فورمولا إي الكهربائية
أقيم بتاريخ 19 مايو 2018 في Tempelhof Airport Street Circuit ‏، ألمانيا، وكان السباق 9 من أصل 12 في بطولة العالم للفورمولا إي 2017–18، وكان أول المنطلقين دانيال أبت ‏.
فاز بالمركز الأول  دانيال أبت ‏، وكان صاحب أسرع لفة دانيال أبت ‏.